# Sigurður Jónsson
Sigurður Jónsson (Akranes, Islandia, 27 de septiembre de 1966), también conocido como Siggi Jónsson, es un exfutbolista islandés. Se desempeñaba como centrocampista y fue internacional en 65 ocasiones con la selección de fútbol de Islandia. Actualmente ejerce de entrenador.

## Clubes

### Jugador
| Club                | País       | Año       |
| ------------------- | ---------- | --------- |
| IA Akranes          | Islandia   | 1982-1984 |
| Sheffield Wednesday | Inglaterra | 1984-1985 |
| Barnsley FC         | Inglaterra | 1985-1987 |
| Sheffield Wednesday | Inglaterra | 1987-1989 |
| Arsenal FC          | Inglaterra | 1989-1992 |
| IA Akranes          | Islandia   | 1992-1995 |
| Örebro SK           | Suecia     | 1996-1997 |
| Dundee United       | Escocia    | 1997-2000 |
| IA Akranes          | Islandia   | 2000      |

### Entrenador
| Club                  | País     | Año       |
| --------------------- | -------- | --------- |
| FH Hafnarfjörður      | Islandia | 2002      |
| Víkingur              | Islandia | 2003-2005 |
| Knattspyrnudeild UMFG | Islandia | 2006      |
| Djurgårdens IF        | Suecia   | 2007-2008 |
| Enköpings SK          | Suecia   | 2010-     |

- Datos: Q2539882